# Marie-José Kersaudy
Pour les articles homonymes, voir Kersaudy.
Marie-José Kersaudy est une nageuse française née le 27 février 1954 à Paris, spécialiste de la nage libre et du quatre nages.
Elle est membre de l'équipe de France aux Jeux olympiques d'été de 1968 où elle prend part aux courses de 200, 400 et 800 mètres nage libre et au relais 4x100 mètres nage libre.
Elle a été championne de France de natation sur 400 mètres quatre nages à l'été 1968 et sur 800 mètres nage libre à l'été 1968.
Elle a détenu, à l'âge de 14 ans, le record d'Europe de natation dames du 400 mètres nage libre du 20 juin au 1er août 1968 et le record de France de natation dames du 400 mètres nage libre du 20 juin au 4 août 1968 et le record d'Europe de natation dames du 1500 mètres nage libre en 1969.